# Benjamin F. Taylor
Benjamin Franklin Taylor (* 1912 in Washington, Washington County, Pennsylvania; † 15. Mai 1987 in Fair Fax, Virginia) war ein Generalmajor der United States Army. Er war unter anderem Kommandeur der 24. Infanteriedivision.
In den Jahren 1933 bis 1937 durchlief Taylor die United States Military Academy in West Point. Nach seiner Graduation wurde er als Leutnant in das Offizierskorps des US-Heeres aufgenommen. In der Armee durchlief er anschließend alle Offiziersränge vom Leutnant bis zum Zwei-Sterne-General.
In seinen jüngeren Jahren absolvierte er den für Offiziere in den niederen Rangstufen üblichen Dienst in verschiedenen Einheiten und Standorten. Während des Zweiten Weltkriegs war er auf dem Kriegsschauplatz China-Burma-Indien eingesetzt. Zwischenzeitlich war er auch Stabsoffizier beim Kriegsministerium in Washington, D.C. Nach dem Krieg wurde er für einige Zeit in Deutschland stationiert. Zur Zeit des Koreakriegs gehörte er dem Stab des I. Korps an. Danach studierte er am United States Army War College.
In den folgenden Jahren kehrte er unter anderem nach Deutschland zurück, wo er Stabsoffizier bei der 3. Infanteriedivision war. Es folgte eine Versetzung nach Stuttgart, wo er Stabschef beim VII. Korps wurde. Zwischen April 1962 und April 1963 kommandierte Benjamin Taylor die damals ebenfalls in Deutschland stationierte 24. Infanteriedivision.
Zwischen 1963 und 1966 war Taylor in der Haushaltsabteilung beim Comptroller of the Army tätig (Director of the Army Budget in the Office of the Army Comptroller). Es folgte eine erneute Versetzung nach Europa, wo er zunächst Stabschef bei der Central Army Group in Heidelberg wurde. Anschließend blieb er in der gleichen Kaserne in Heidelberg und wechselte zu USAREUR deren Stabschef er von 1968 bis 1970 war. Anschließend ging er in den Ruhestand.
Zwischen 1972 und 1985 war Benjamin Taylor Präsident der Firmengruppe International General Industries. Seit 1982 leitete er auch die Olmsted Foundation, eine Stiftung die Studien für College-Absolventen fördert (an organization that subsidizes postgraduate study for college graduates). Taylor lebte in McClean in Virginia und engagierte sich im gesellschaftlichen Leben im Großraum um die Bundeshauptstadt Washington, D.C. Er war unter anderem Mitglied im Washington Golf and Country Club, im Army Navy Country Club und im Army & Navy Club. Er starb am 15. Mai 1987 an einer Krebserkrankung in einem Krankenhaus in Fairfax.

## Orden und Auszeichnungen
Benjamin Taylor erhielt im Lauf seiner militärischen Laufbahn unter anderem folgende Auszeichnungen:
- Army Distinguished Service Medal
- Legion of Merit
- Bronze Star Medal
- Army Commendation Medal